# Nick Szabo
Nick Szabo est un informaticien, juriste et cryptographe connu pour ses travaux de recherche sur les contrats numériques et la monnaie numérique. Il est diplômé de l'université de Washington en 1989 avec un diplôme en sciences informatiques.
L'expression et le concept de « contrats intelligents » ont été développés par Szabo dans le but d'apporter ce qu'il appelle des pratiques « hautement évoluées » du droit des contrats, de la conception jusqu'à l'application des protocoles de commerce électronique entre inconnus sur Internet. Les contrats intelligents sont une caractéristique majeure des crypto-monnaies et du langage de programmation E (en).
Szabo a fait valoir qu'une granularité minimum de micropaiement est fixée par les coûts de transaction mentale.
Szabo a travaillé pour David Chaum, l'inventeur de la monnaie électronique « E-Cash » en tant que consultant au milieu des années 1990.

## Bit gold
En 1998, Szabo a conçu un mécanisme de monnaie numérique décentralisée qu'il a appelé « Bit gold », (en français « Or de bits »). Bit gold n'ayant pas reçu suffisamment de soutien, il n'a jamais été implémenté, mais a été désigné comme « précurseur direct à l'architecture Bitcoin ».
Dans le principe du Bit gold, les participants consacrent la puissance de leurs ordinateurs à la résolution d'énigmes cryptographiques. Les énigmes résolues sont envoyées à un registre public insensible au problème des généraux byzantins, et affectées à la clé publique du participant ayant résolu l'énigme.
Chaque solution est ensuite intégrée dans les données d'entrée du défi suivant, créant ainsi une chaîne de plus en plus longue. Tant que la majorité des participants n'a pas accepté une solution pour l'énigme courante, le travail de résolution de la prochaine énigme ne peut commencer. C'est un modèle de consensus de type preuve de travail. Cela permet aussi de gérer l'émission de nouveaux jetons de Bit gold ainsi qu'un moyen de vérifier leur horodatage.
Le problème principal des transactions sous forme numérique est celui dit du problème de la double dépense. Une fois que les données ont été créées, les reproduire est une simple question de copier-coller. La plupart des monnaies numériques résolvent le problème en cédant une partie du contrôle à une autorité centrale qui assure le suivi du solde de chaque compte. Cela a été considéré comme inacceptable par Szabo : « Je cherchais à imiter le plus fidèlement possible dans le cyberespace les caractéristiques de sécurité et de confiance de l'or, et la principale est qu'elles ne dépendent d'aucune autorité centrale. ».

## La spéculation du Bitcoin
En 2008, un personnage mystérieux écrivant sous le pseudonyme de Satoshi Nakamoto publia une proposition pour le Bitcoin. La véritable identité de Nakamoto est depuis restée secrète, conduisant à des spéculations sur une longue liste de personnes suspectées d'être Nakamoto. Bien que Szabo ait nié à plusieurs reprises, certains ont supputé qu'il puisse être Nakamoto,.
La recherche menée par l'auteur financier Dominic Frisby (en) en fournit une preuve circonstancielle, mais, comme il l'admet, aucune preuve formelle que Satoshi soit effectivement Szabo. Dans un courrier électronique de juillet 2014 de Frisby, Szabo dit : « Merci de me l'apprendre. Je crains que vous vous trompiez en dévoilant que je suis Satoshi, mais je suis habitué à ça. ».
Nathaniel Popper (en) a écrit dans le New York Times que « la preuve la plus convaincante indiquait un homme américain d'origine hongroise du nom de Nick Szabo ». En 2008, avant la publication de Bitcoin, Szabo écrivit un commentaire sur son blog à propos de l'intention de créer une version opérationnelle de sa monnaie hypothétique.
En janvier 2022, une nouvelle rumeur lancée par Elon Musk suggère que Szabo aurait été, à l'époque de création du Bitcoin, la personne la plus susceptible d'avoir participé à sa création.